# Biserica de lemn din Mura Mare

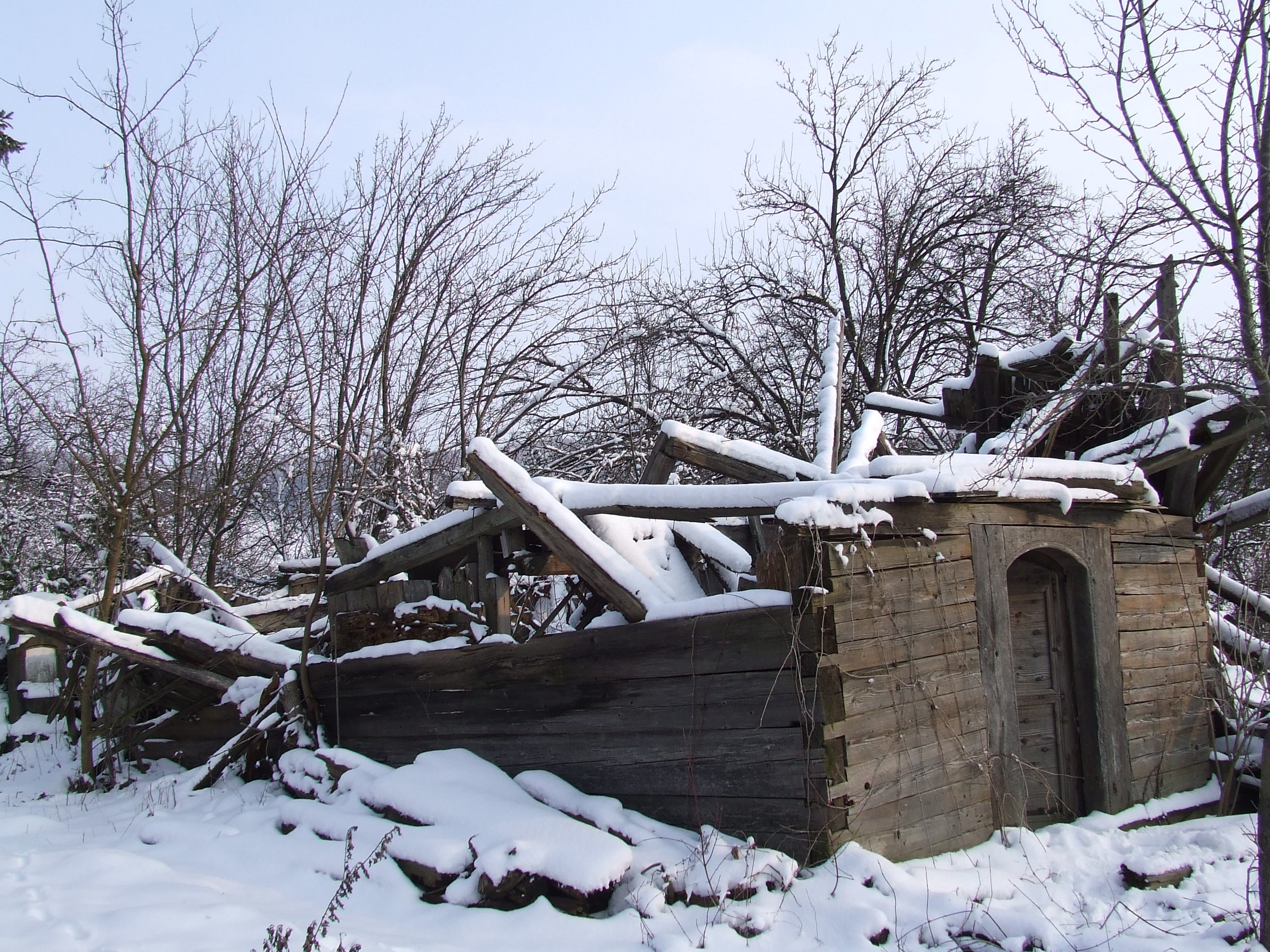
Ruinele bisericii de lemn din Mura Mare. Foto: martie 2010

Biserica de lemn din Mura Mare, din localitatea cu același nume, județul Mureș se află într-o stare avansată de deteriorare. Biserica se află pe noua listă a monumentelor istorice înregistrată sub codul  MS-II-m-B-15730. Are hramul "Sfinții Arhangheli Mihail și Gavriil".

## Imagini

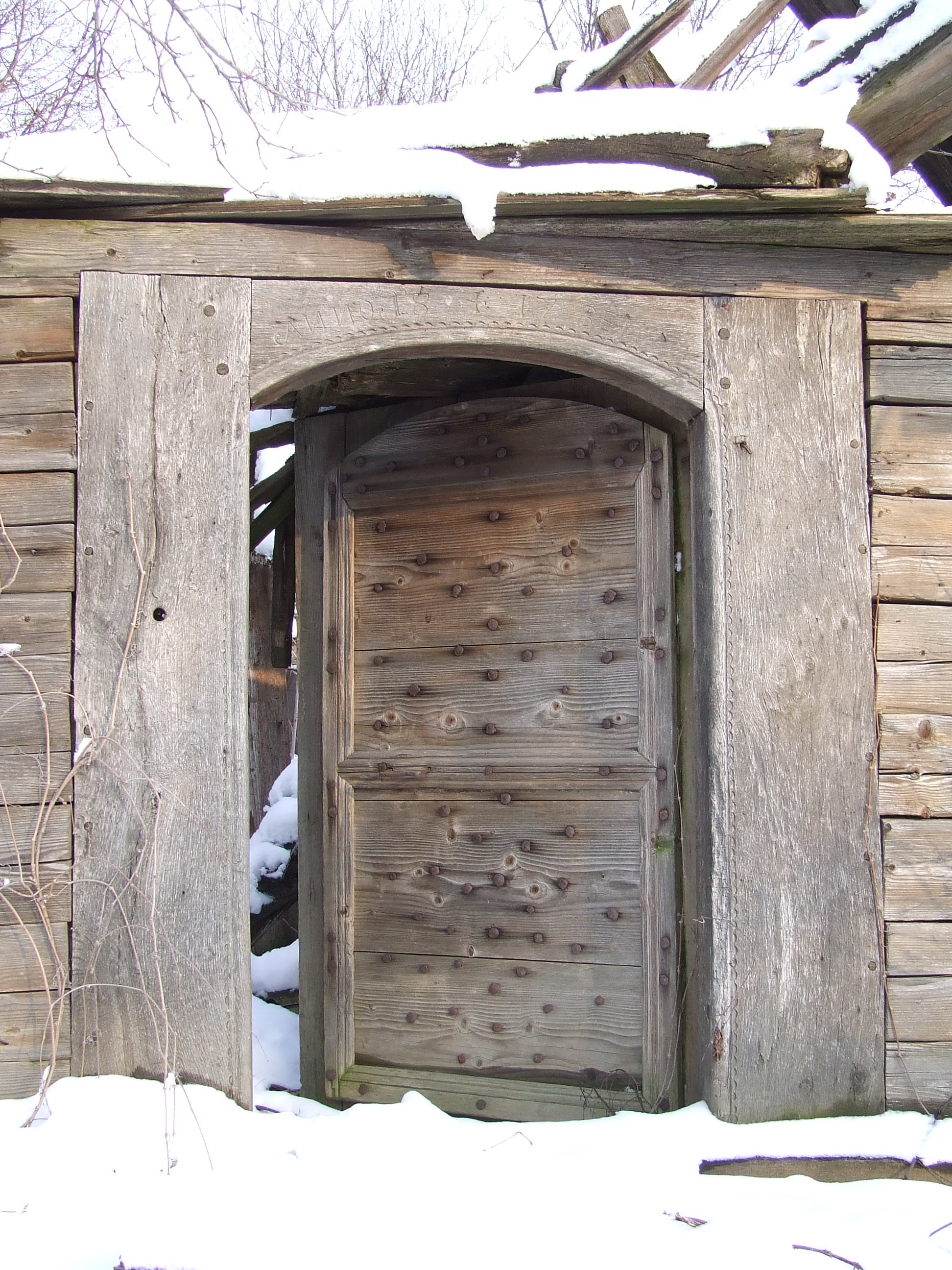
Intrarea în biserică. Latura de vest
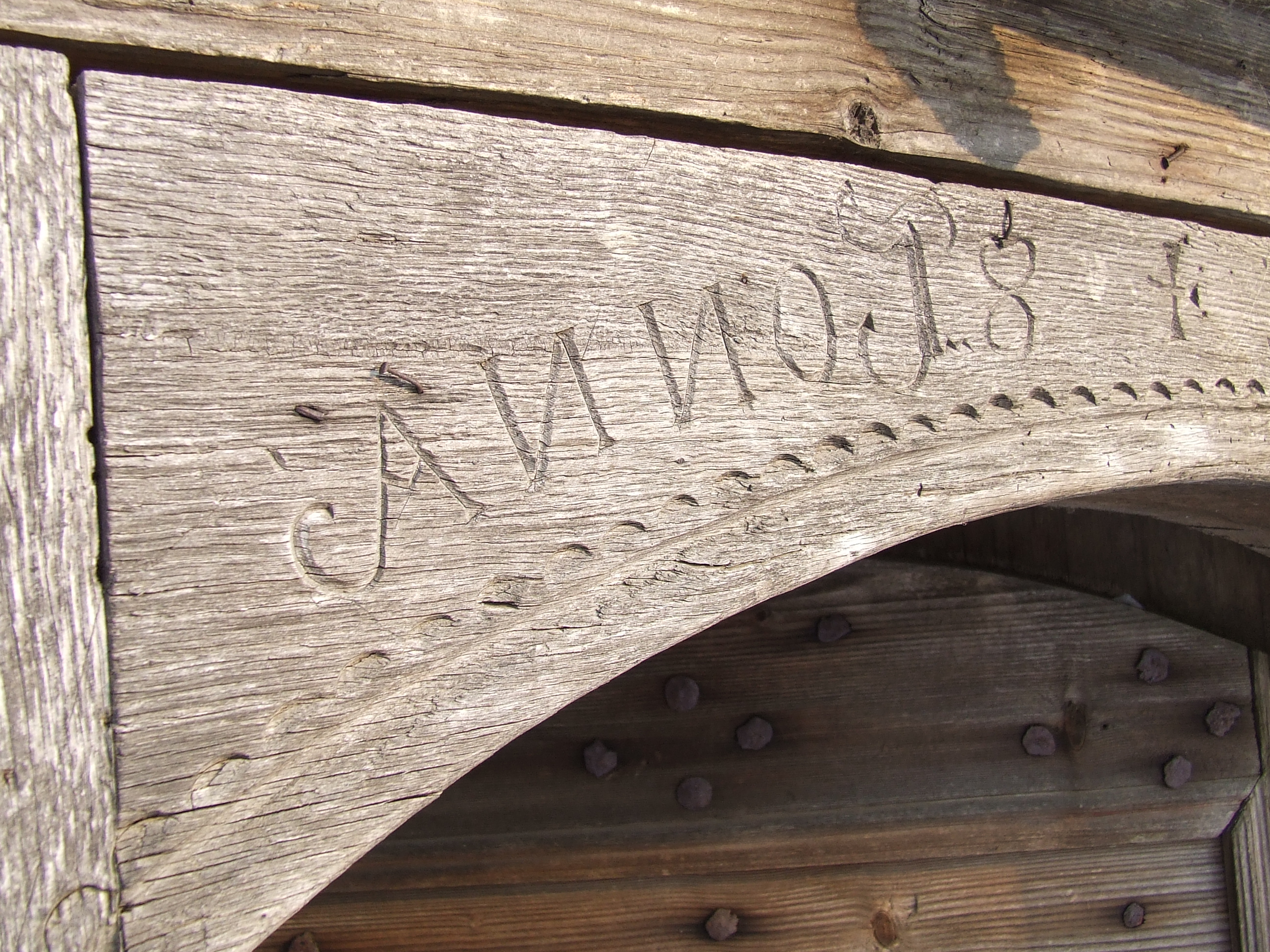
Detaliu portal. Prima parte a inscripției ce datează biserica
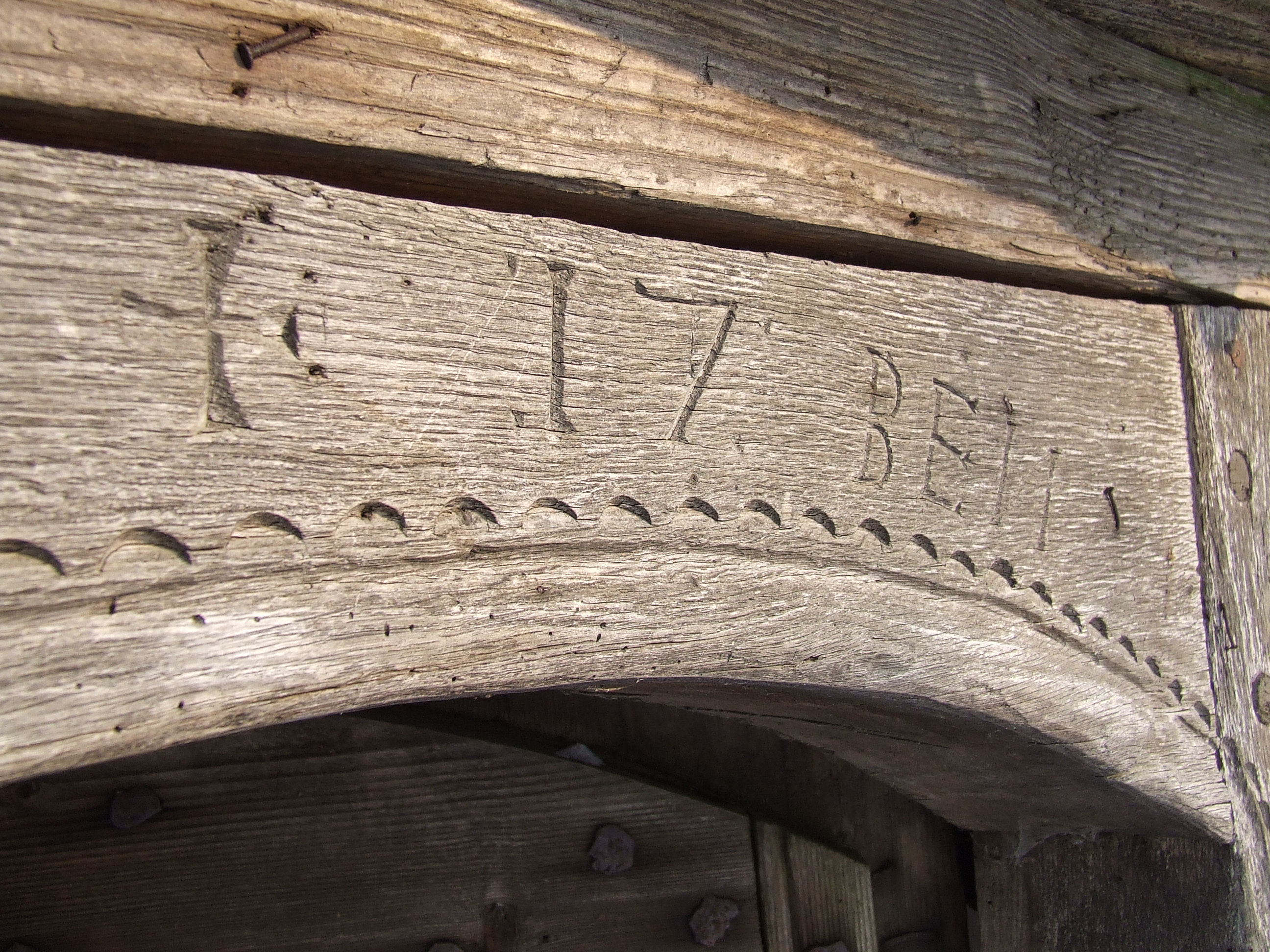
Detaliu portal. A doua parte a inscripției ce datează biserica
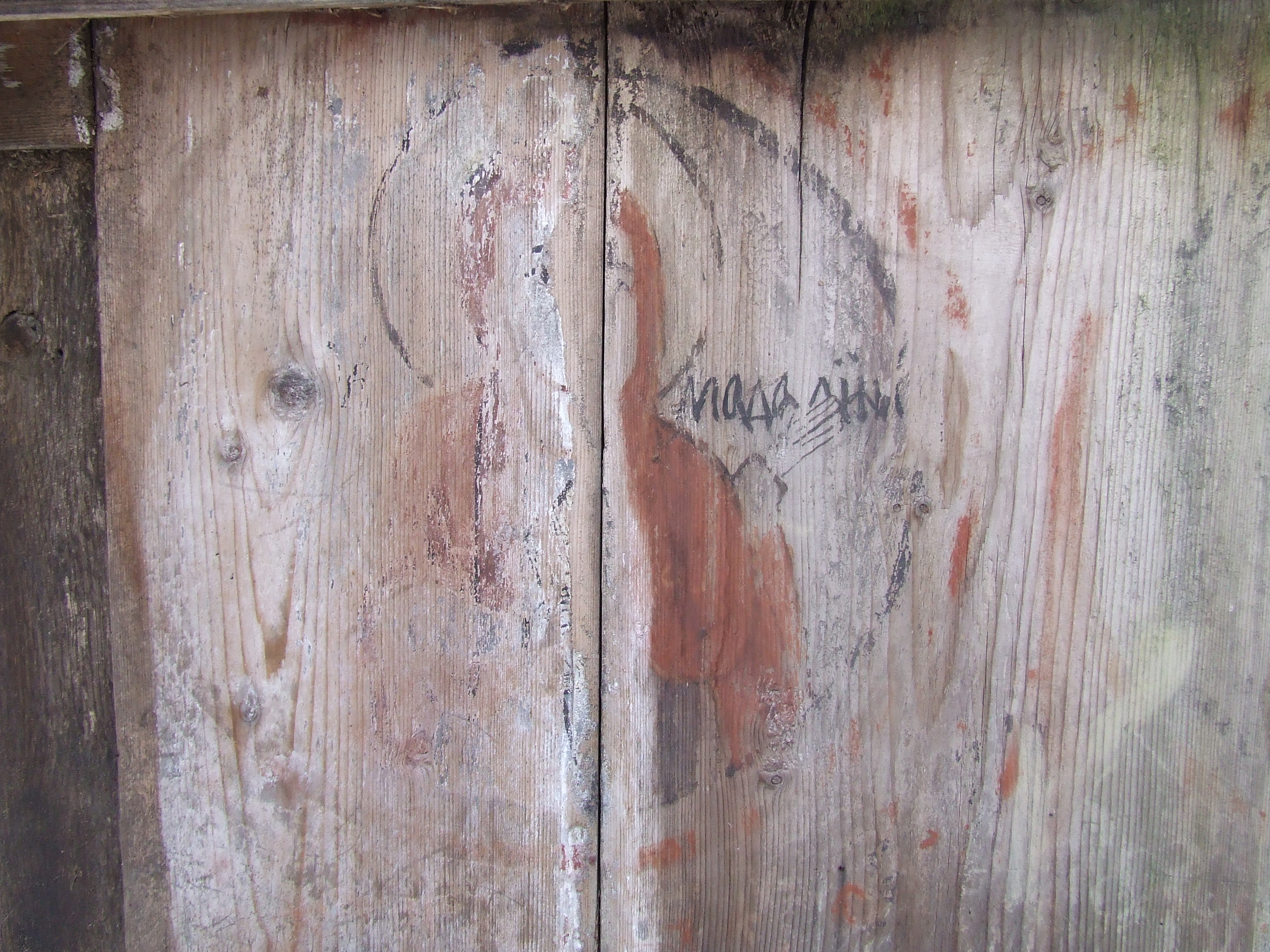
Pictura din pronaos
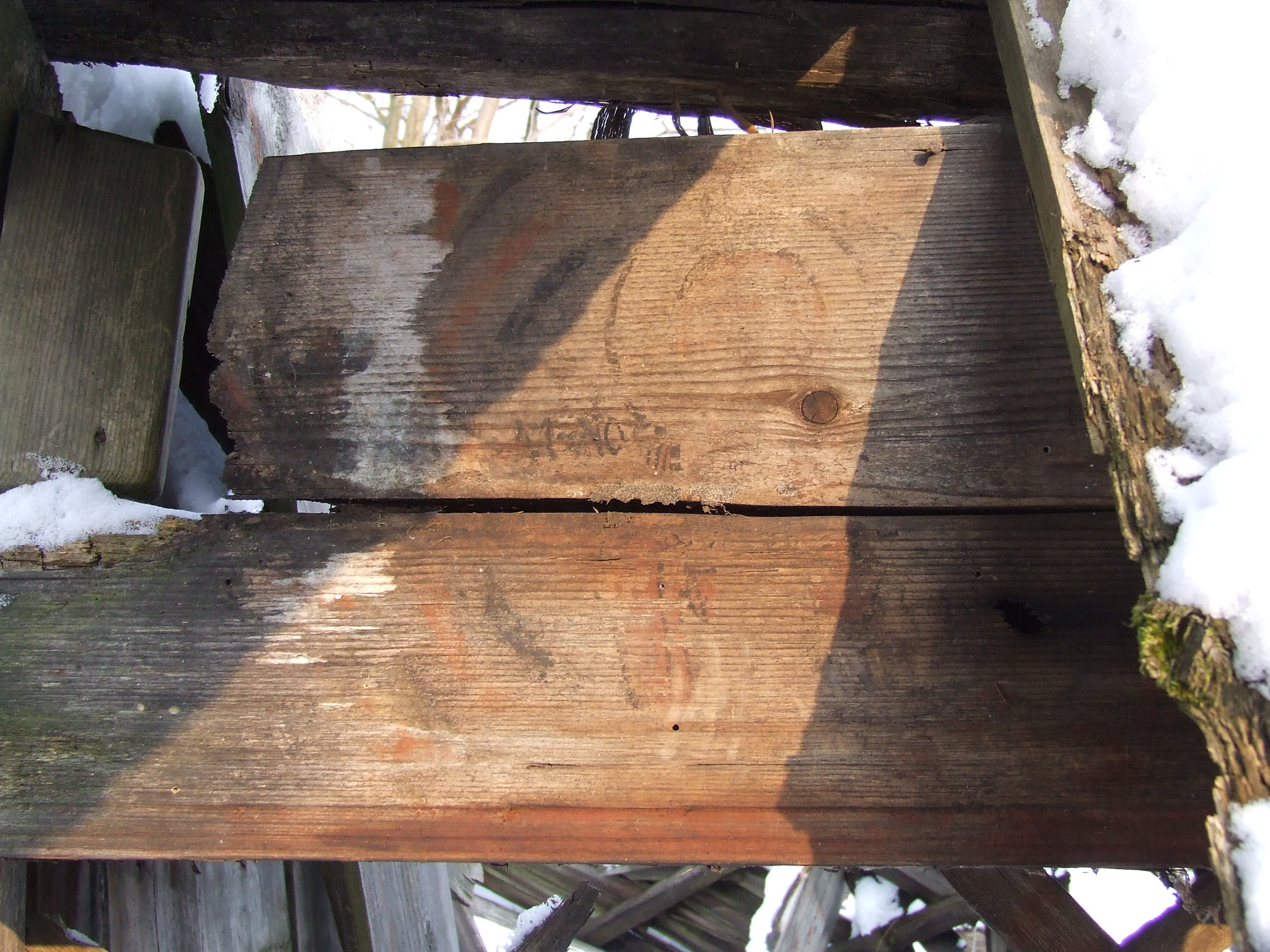
Pictura din pronaos
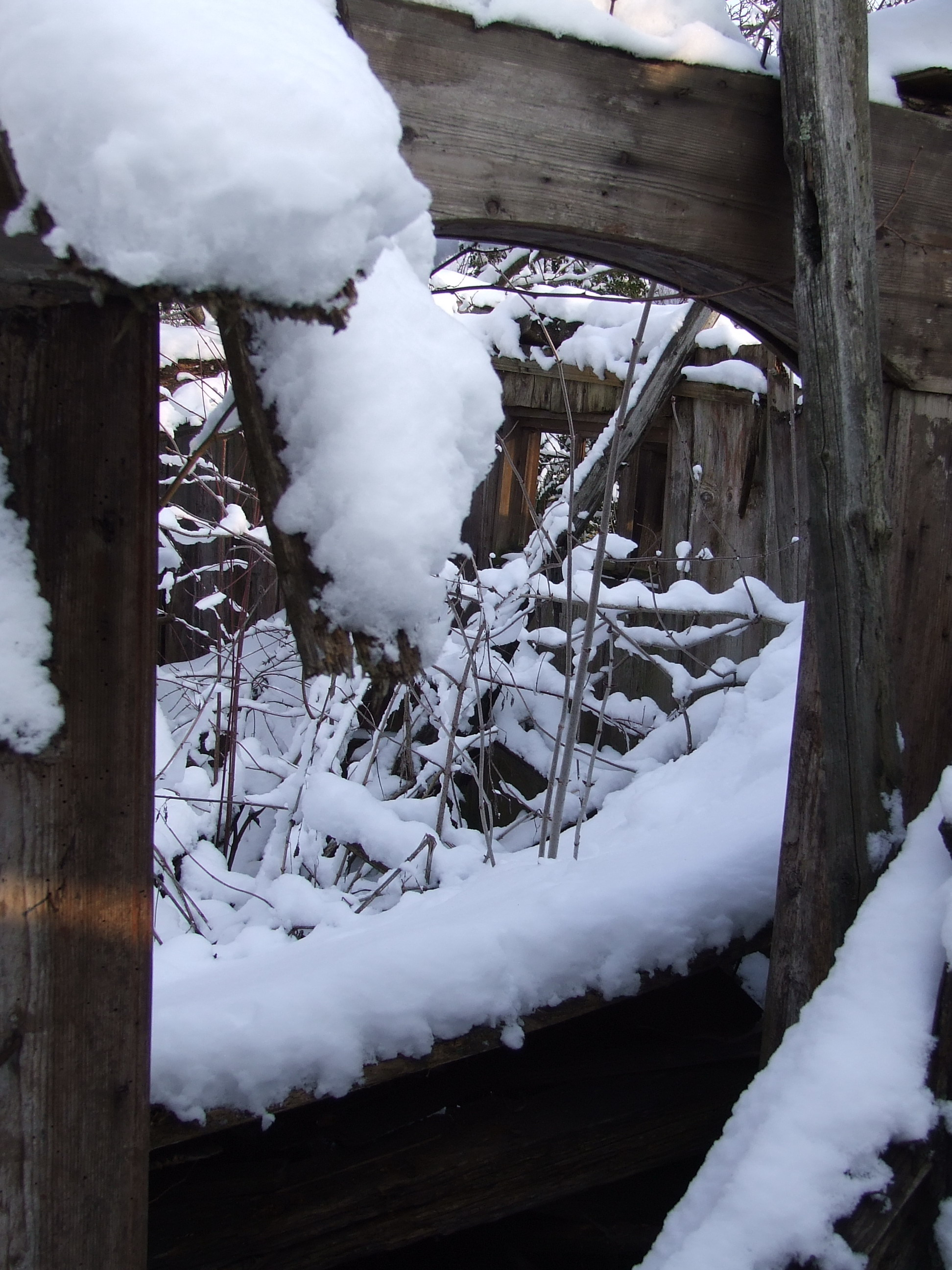
Trecerea din naos în pronaos. Vedere din pronaos
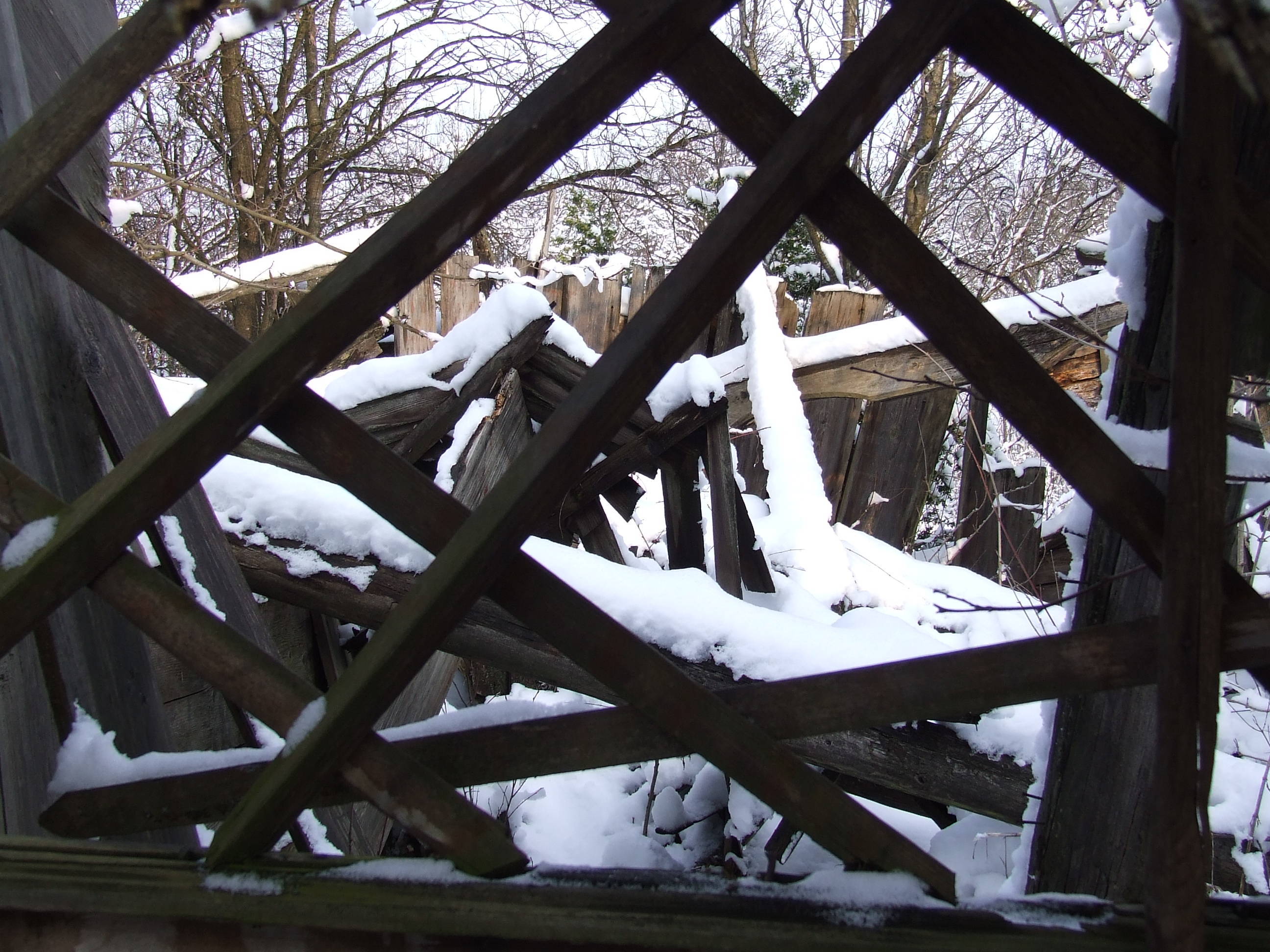
Vedere spre naos și altar prin grilajul de lemn ce despărțea naosul de pronaos
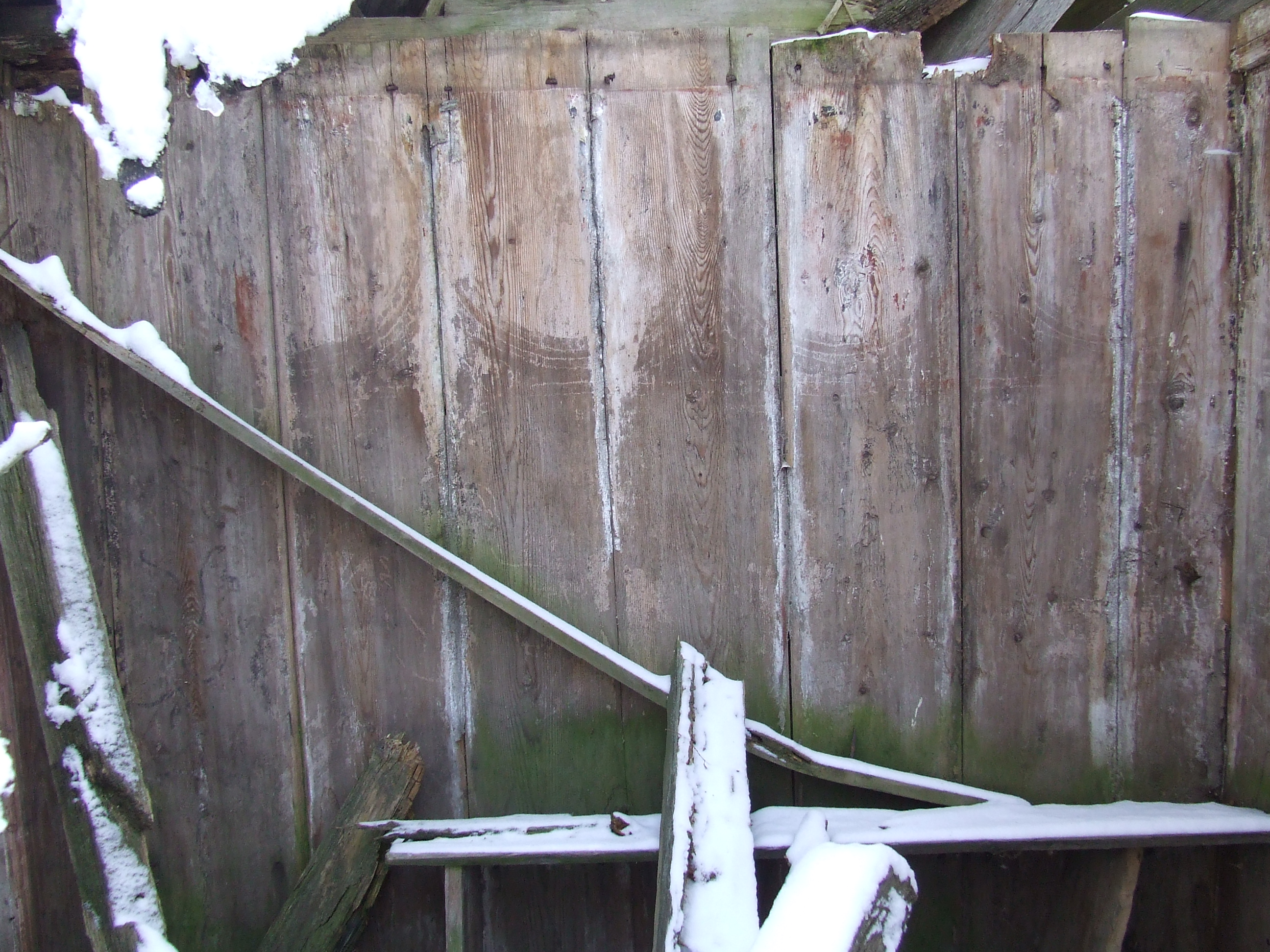
Urme de pictură în pronaos
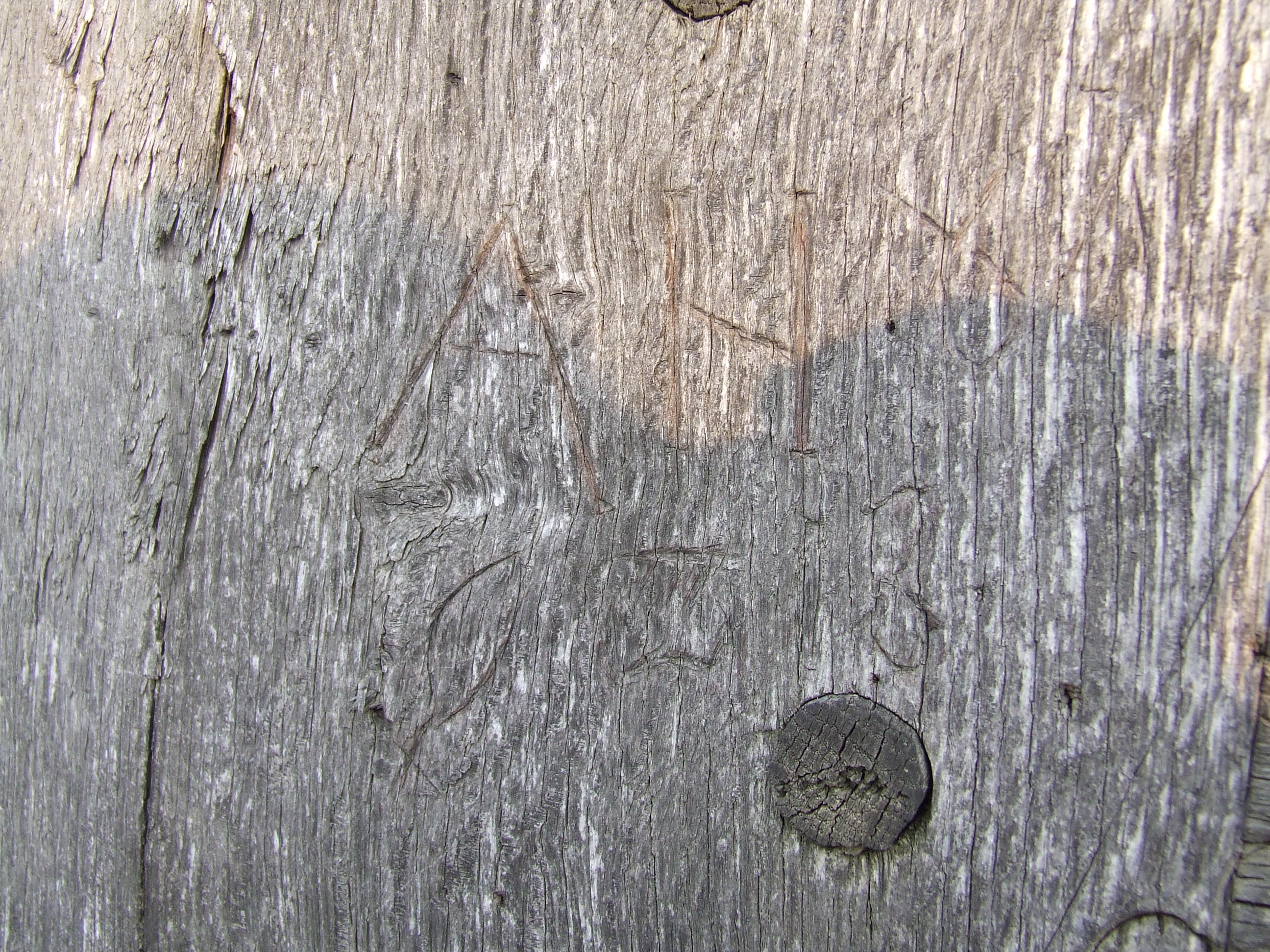
Inscripție pe portalul bisericii
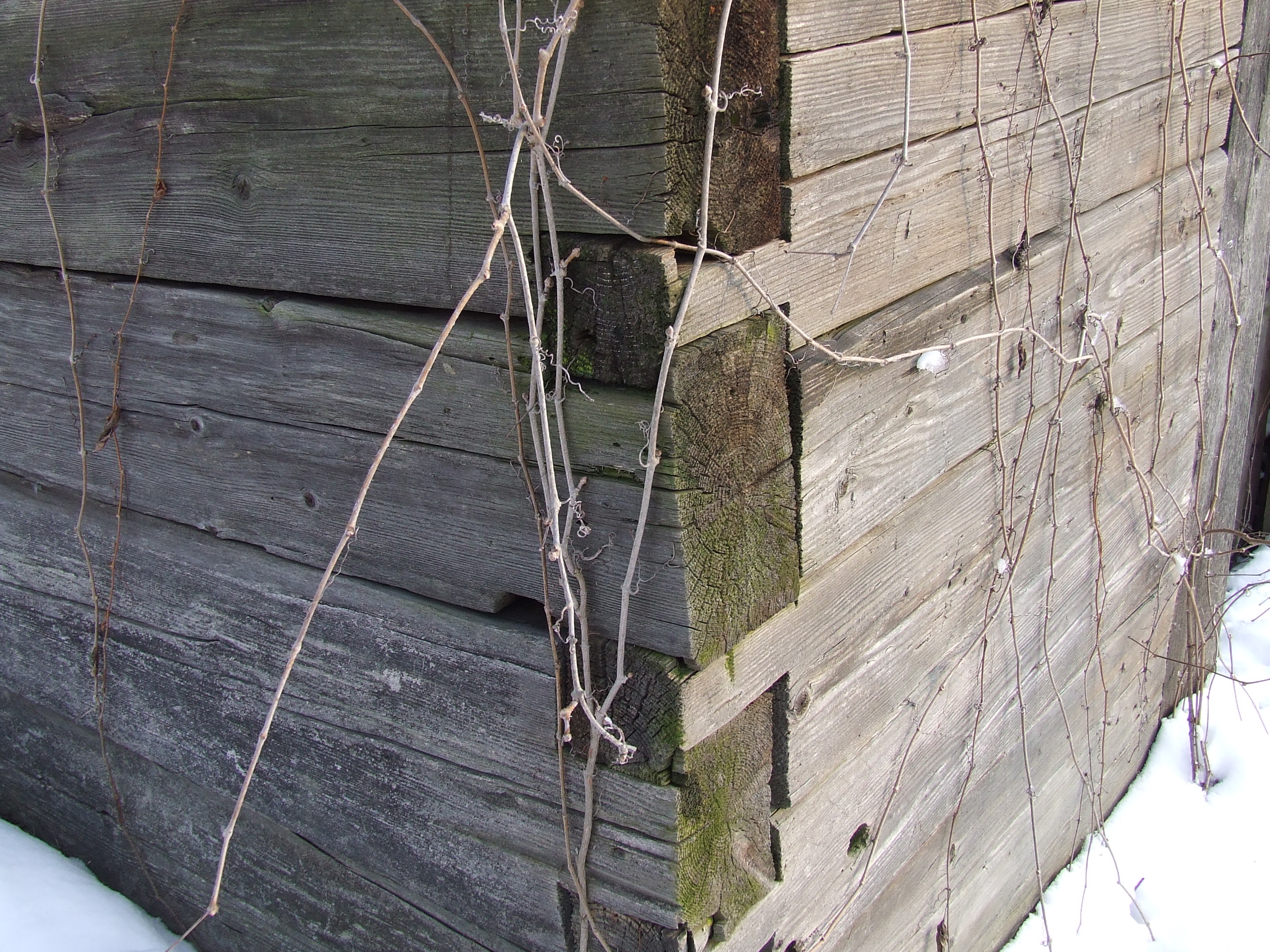
Imbinarea grinzilor. Latura de nord și latura de vest a bisericii
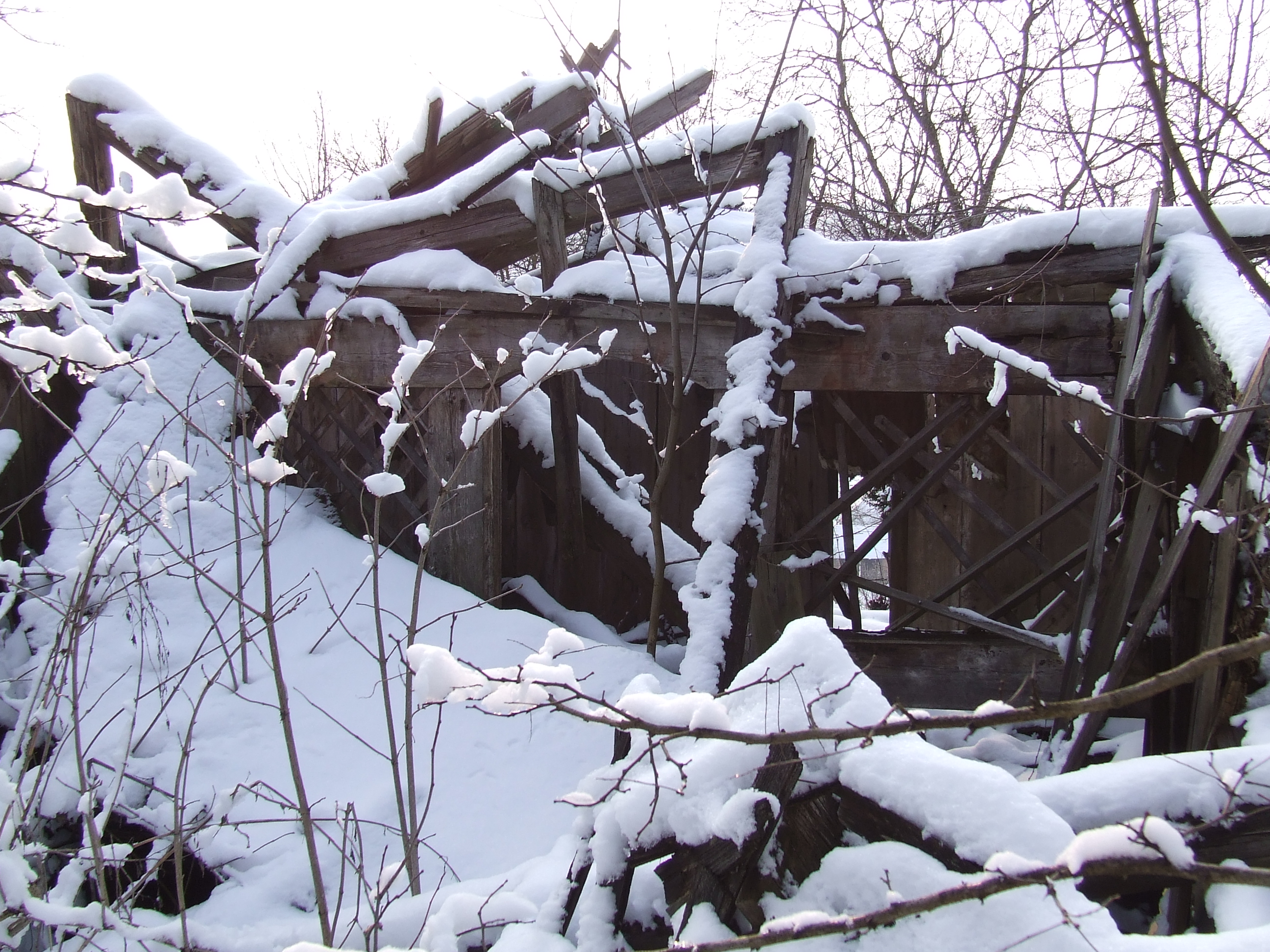
Vedere din naos spre pronaos
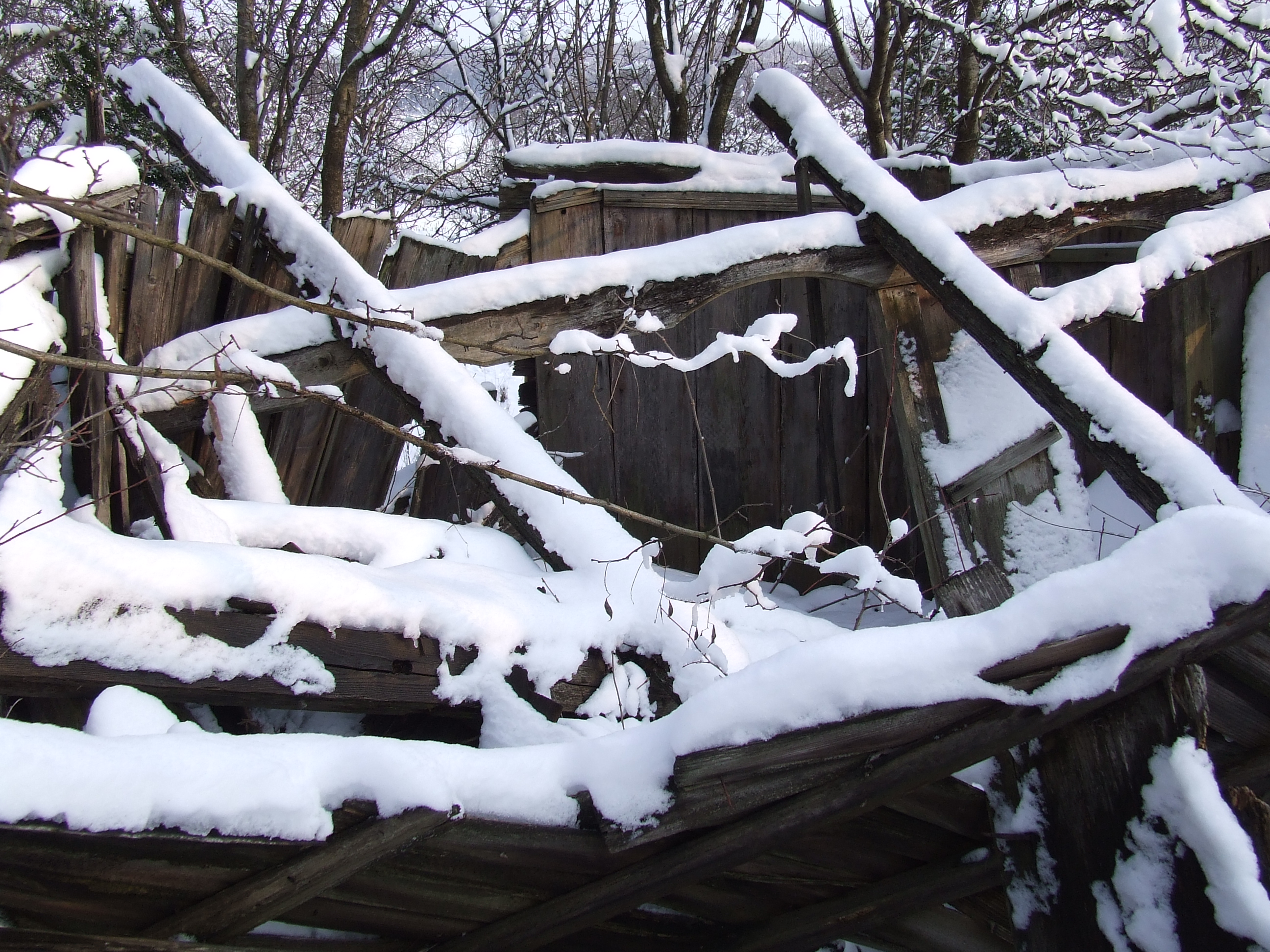
Vedere din naos spre altar
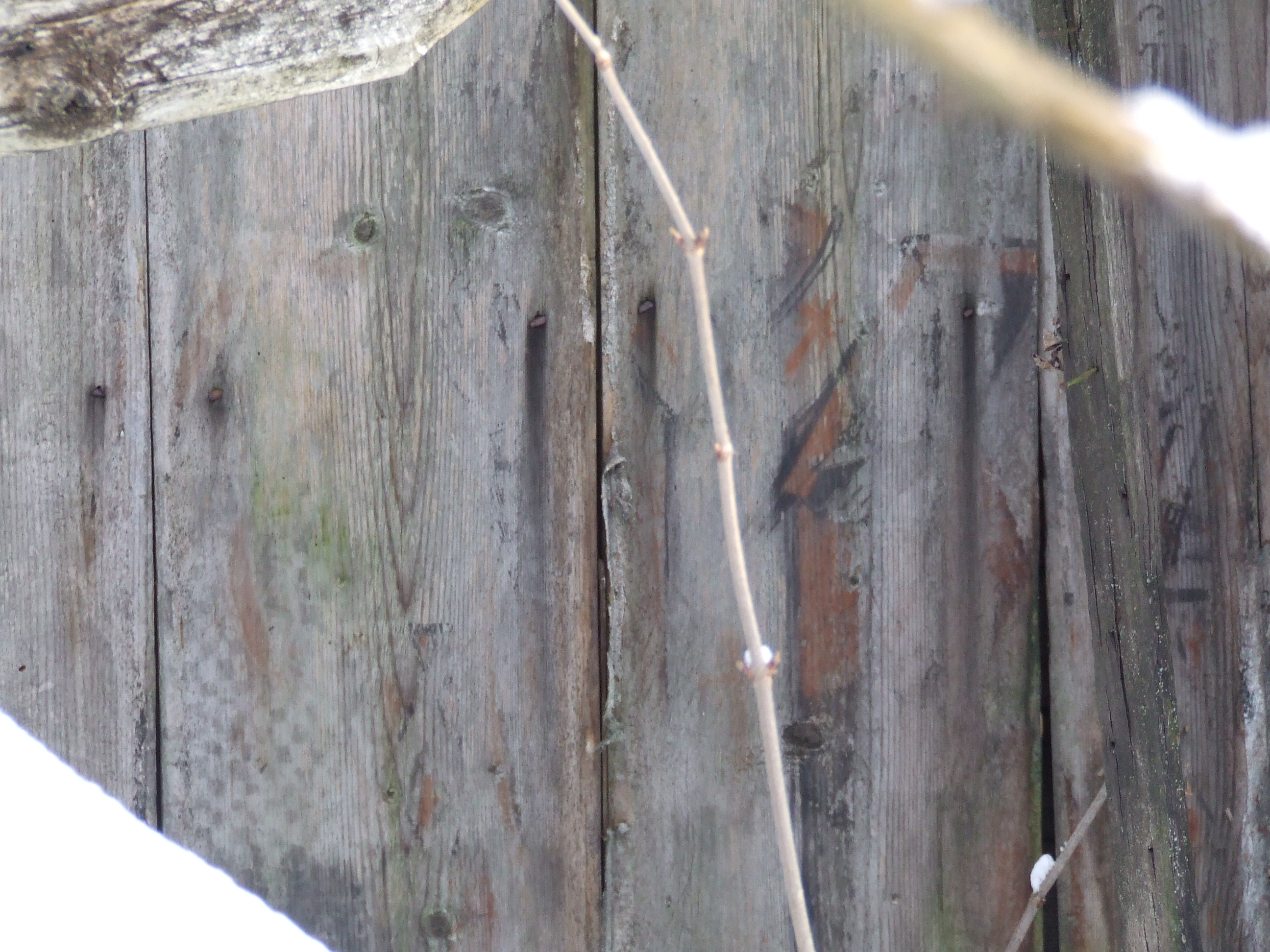
Urme de pictură în absida altarului
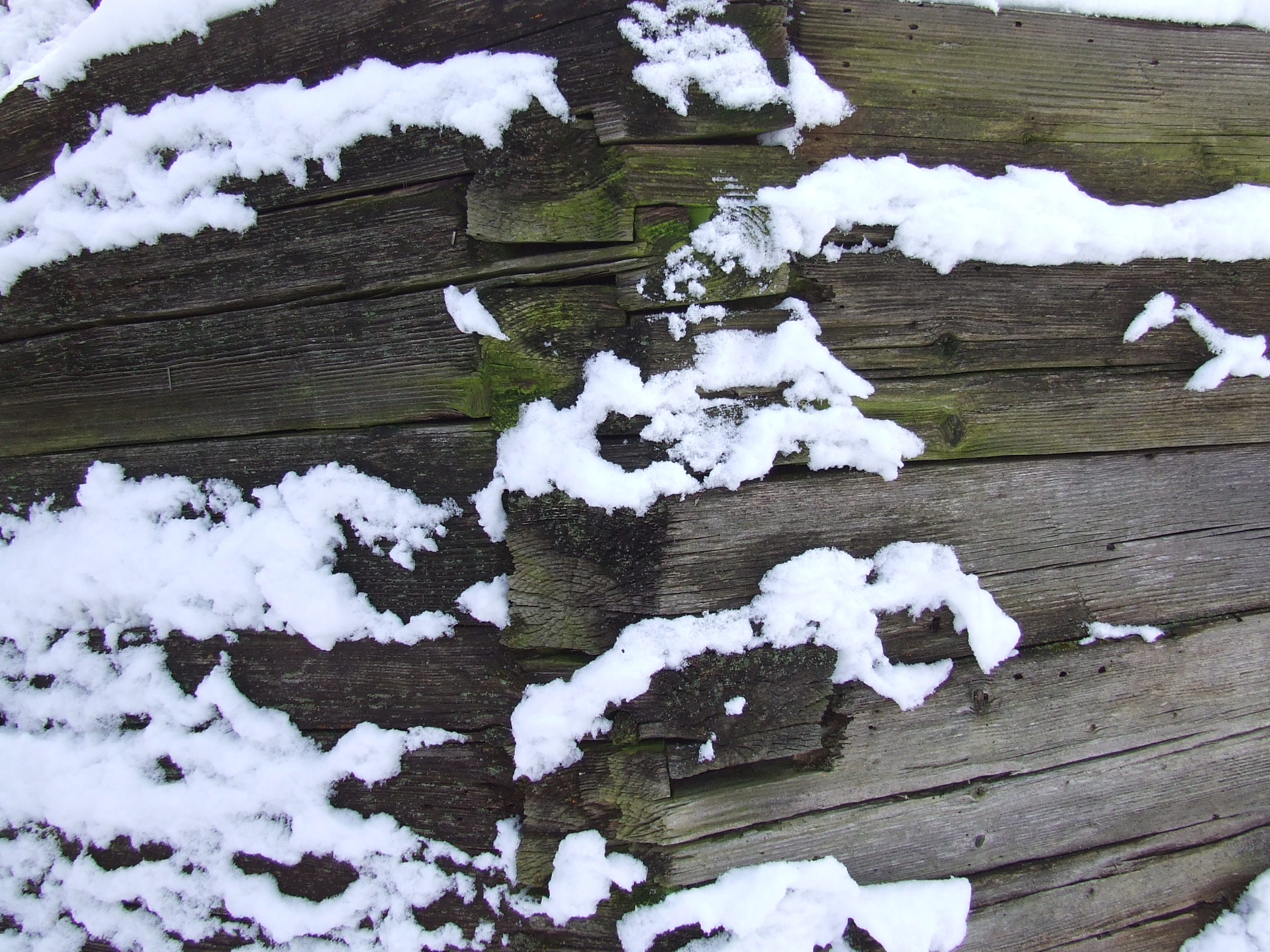
Îmbinări la absida altarului
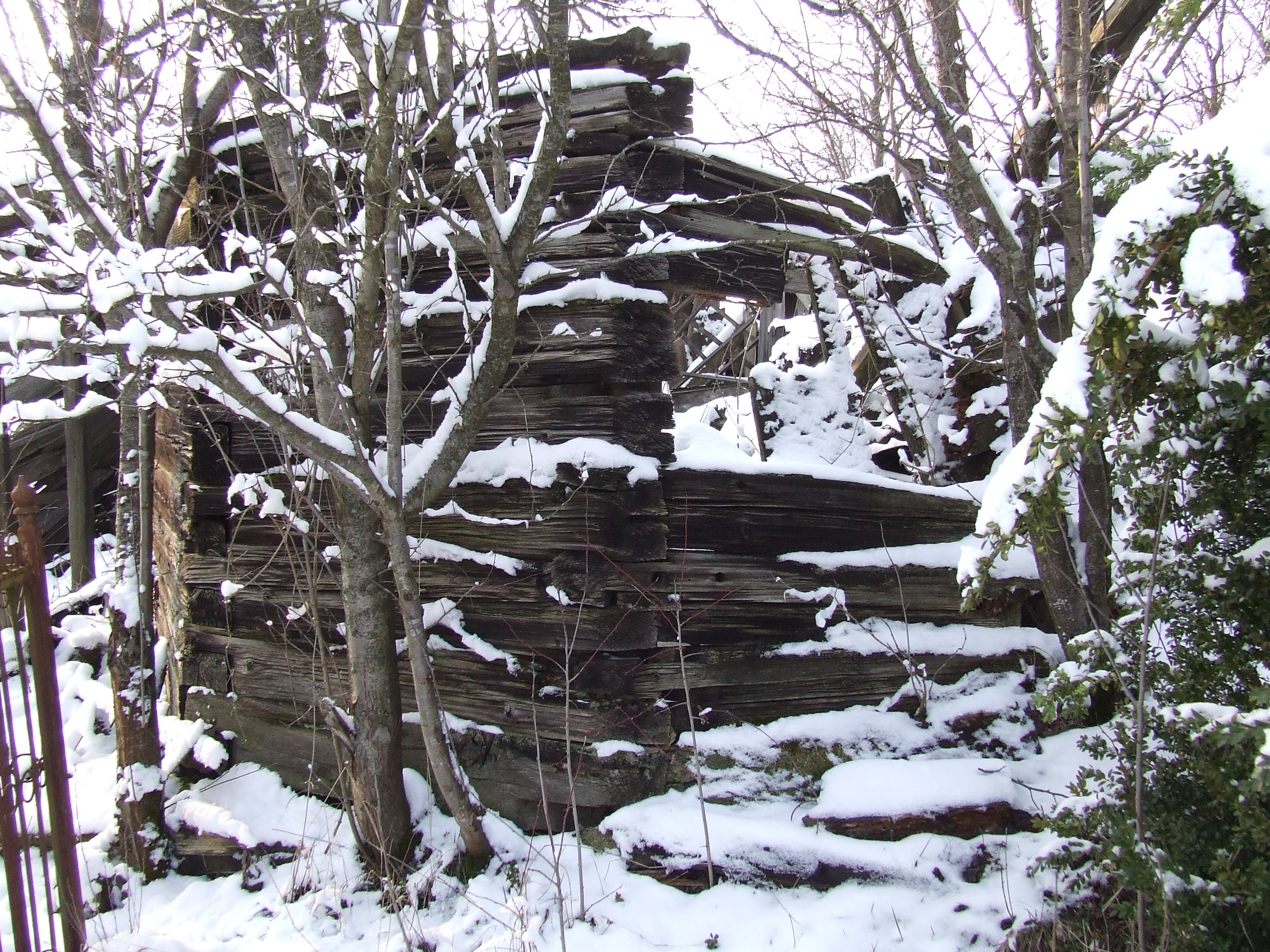
Absida altarului, vedere din est
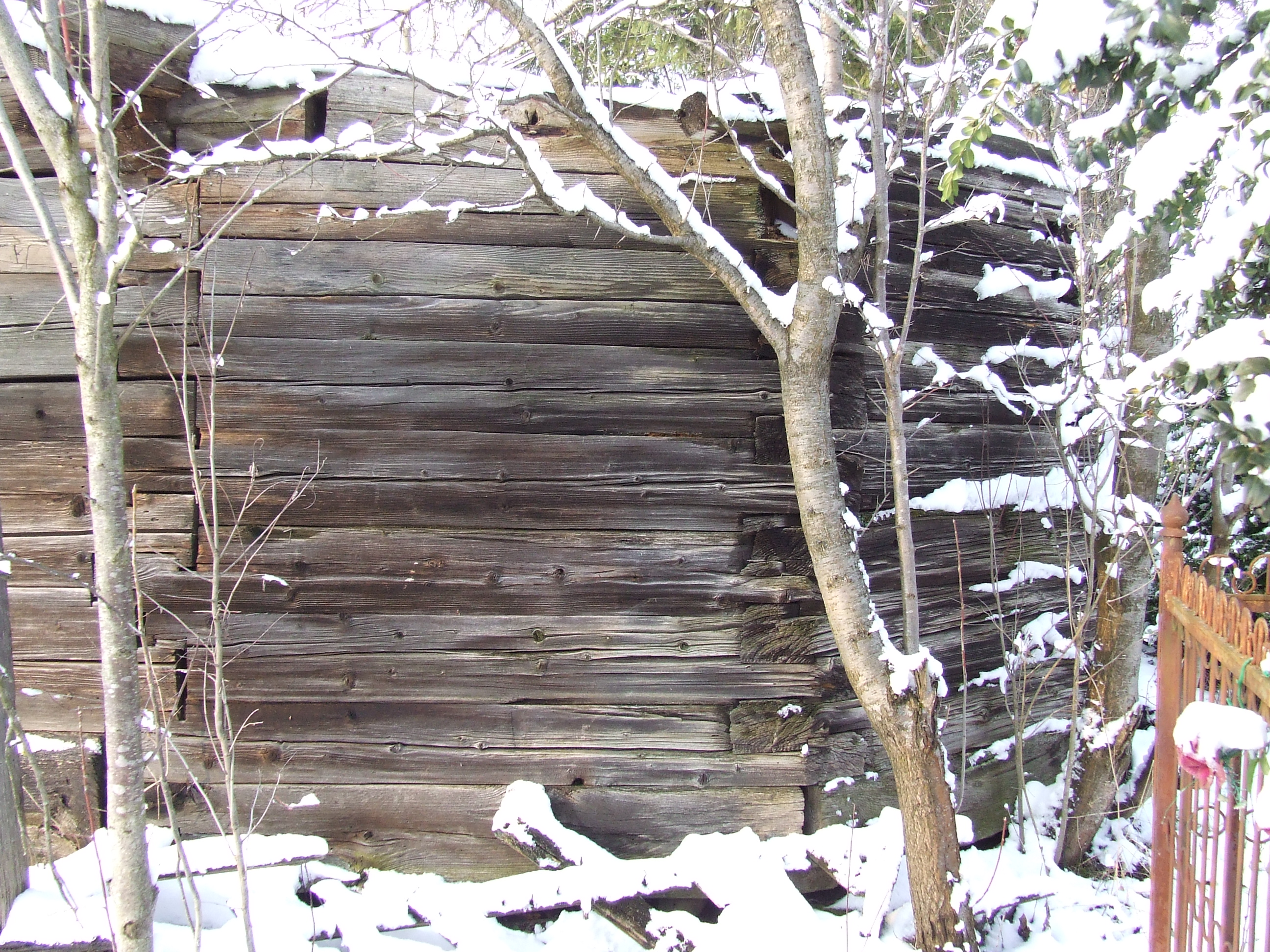
Absida altarului, vedere laterală
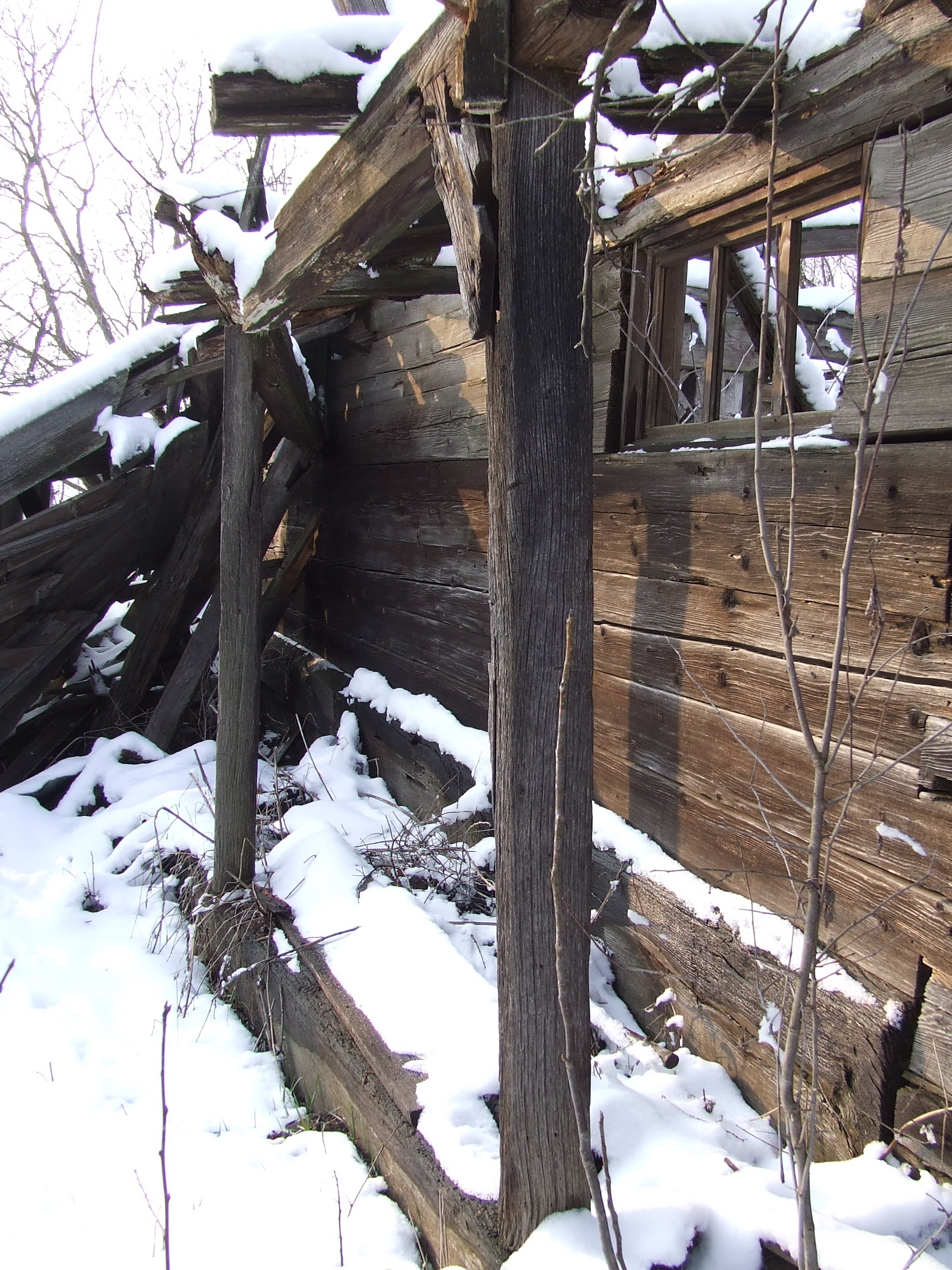
Prispa de pe latura de sud
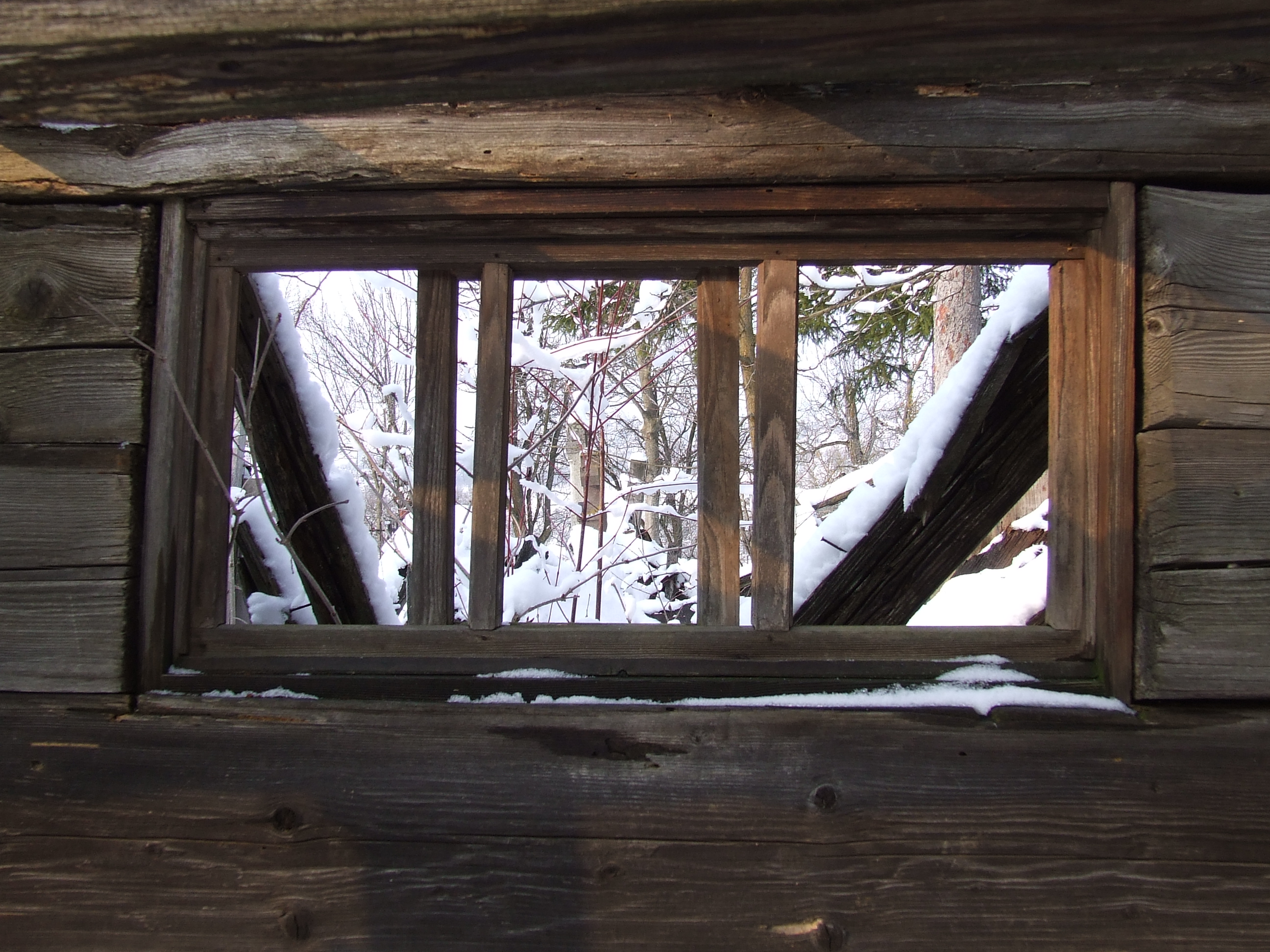
Fereastră
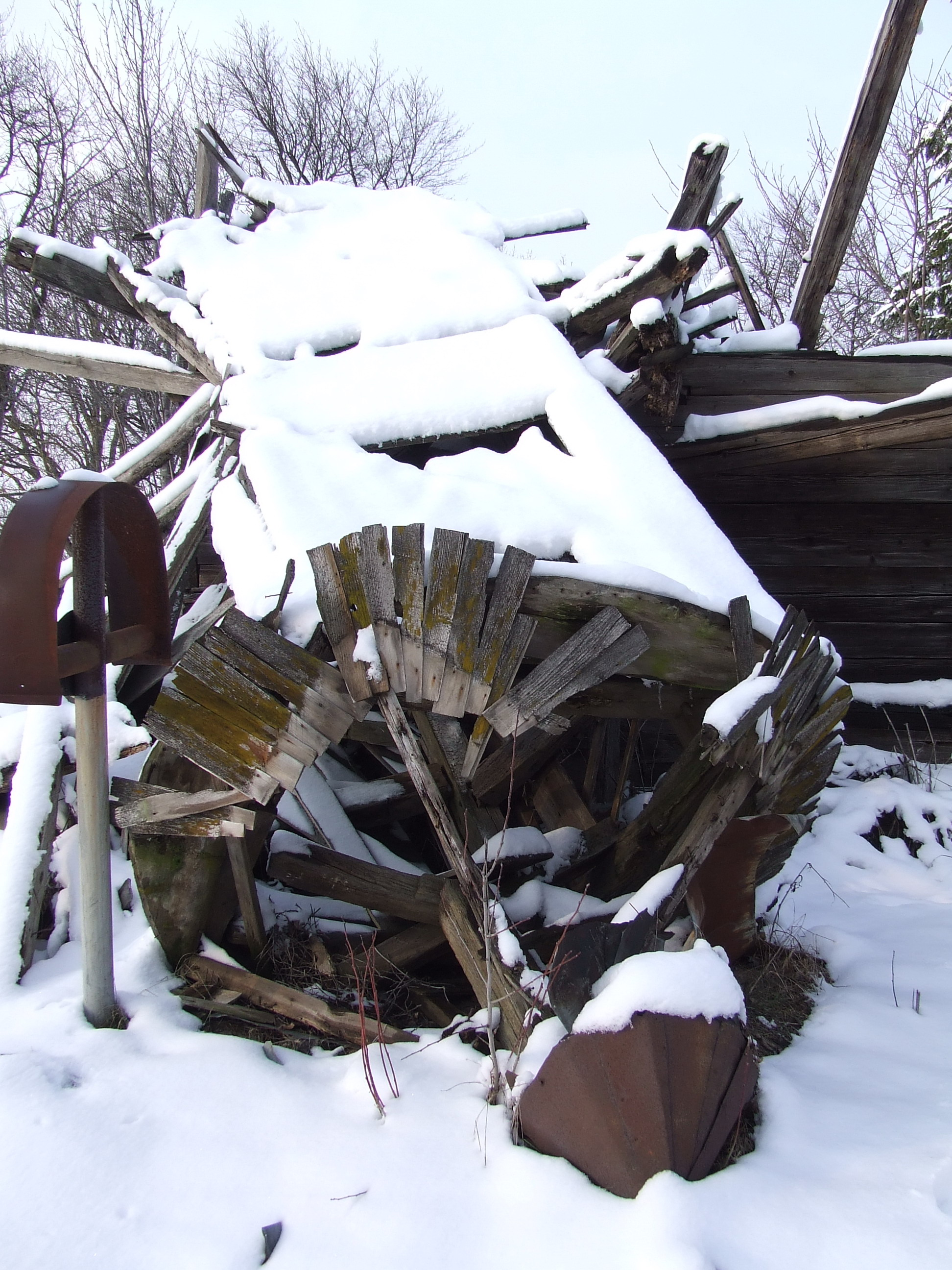
Turnul bisericii, prăbușit
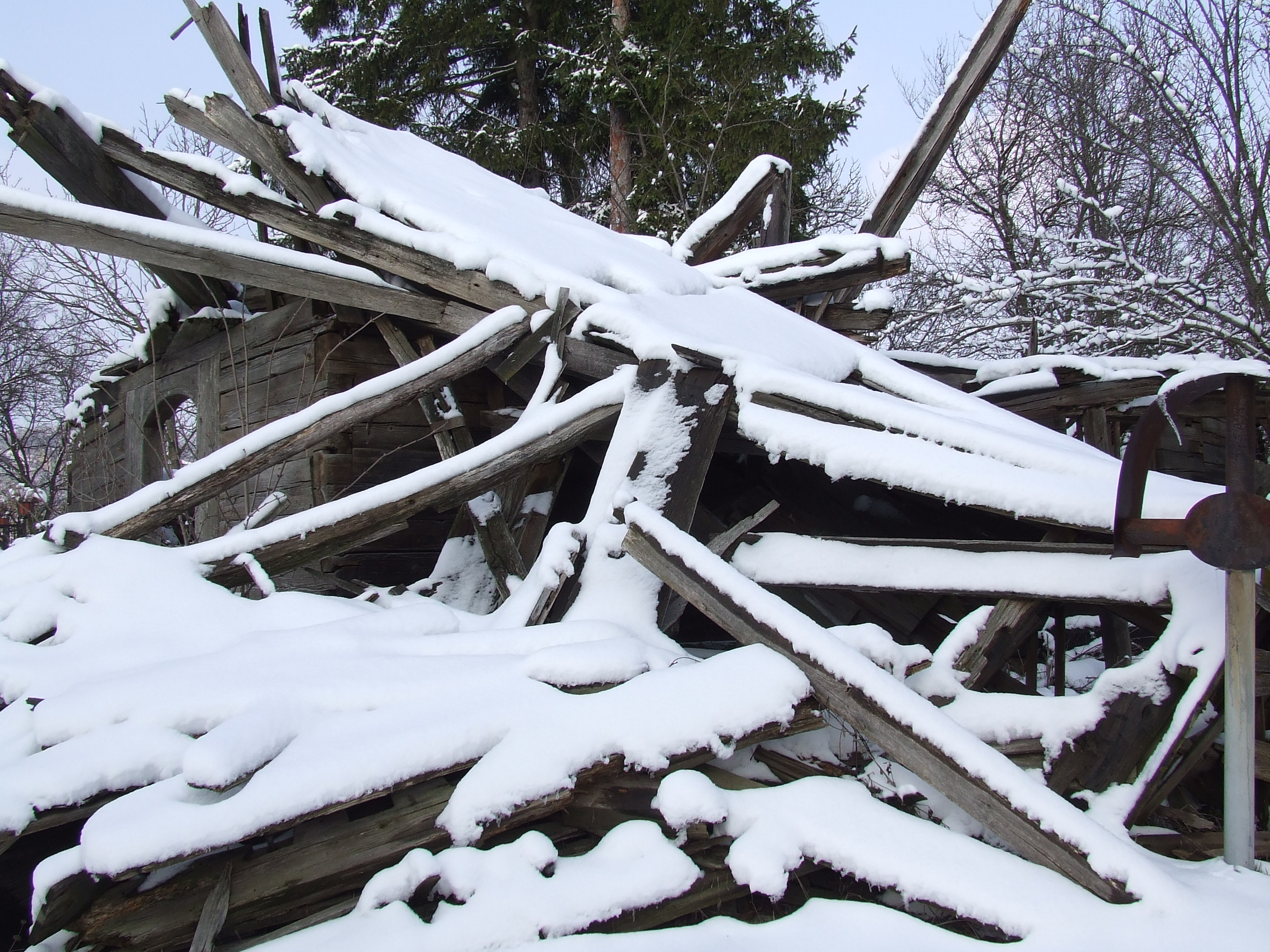
Cândva o frumoasă biserică, azi un morman de lemne...
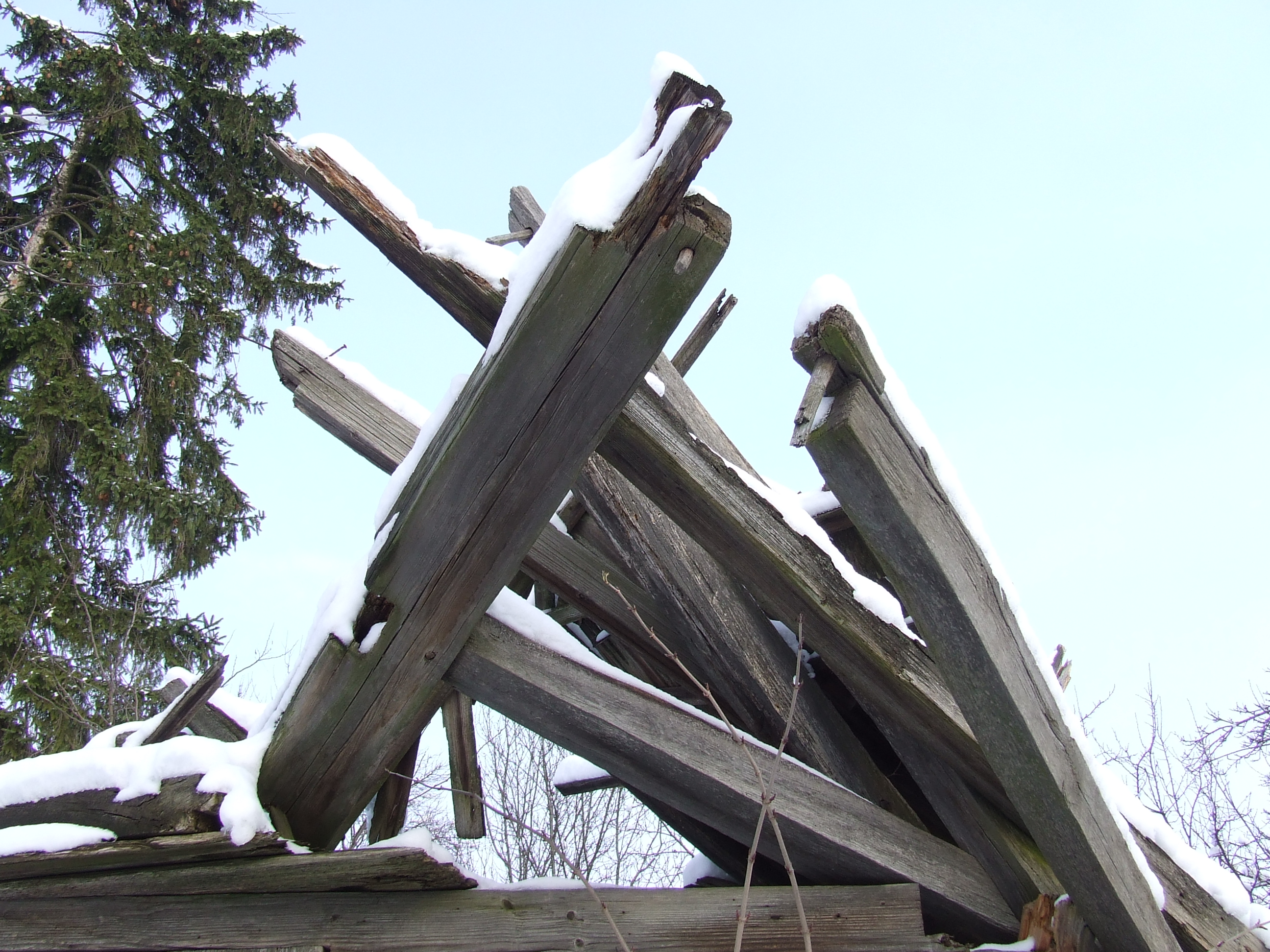
Cuie de lemn folosite la prinderea bârnelor
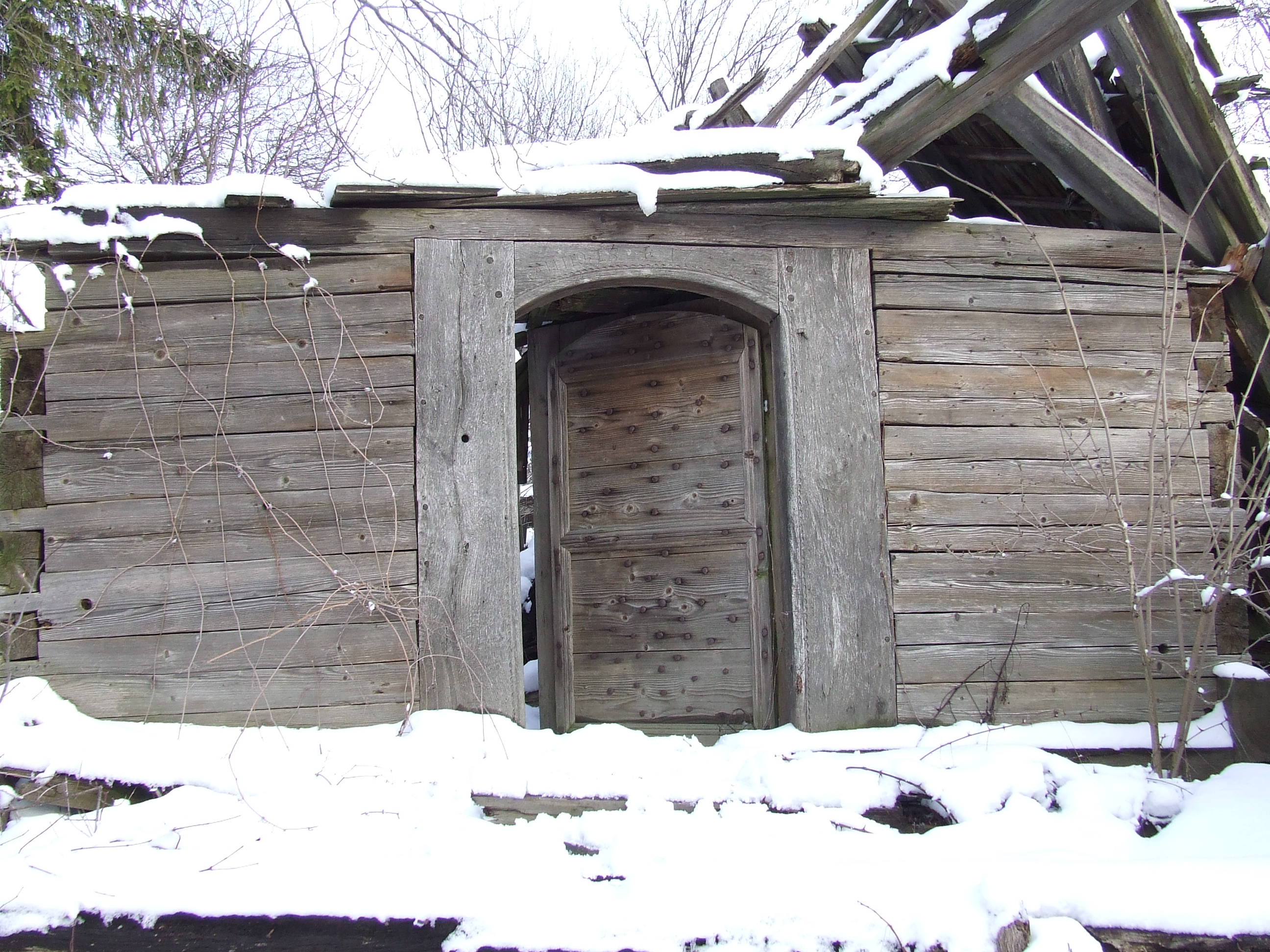
Latura de vest a bisericii, cea mai bine păstrată
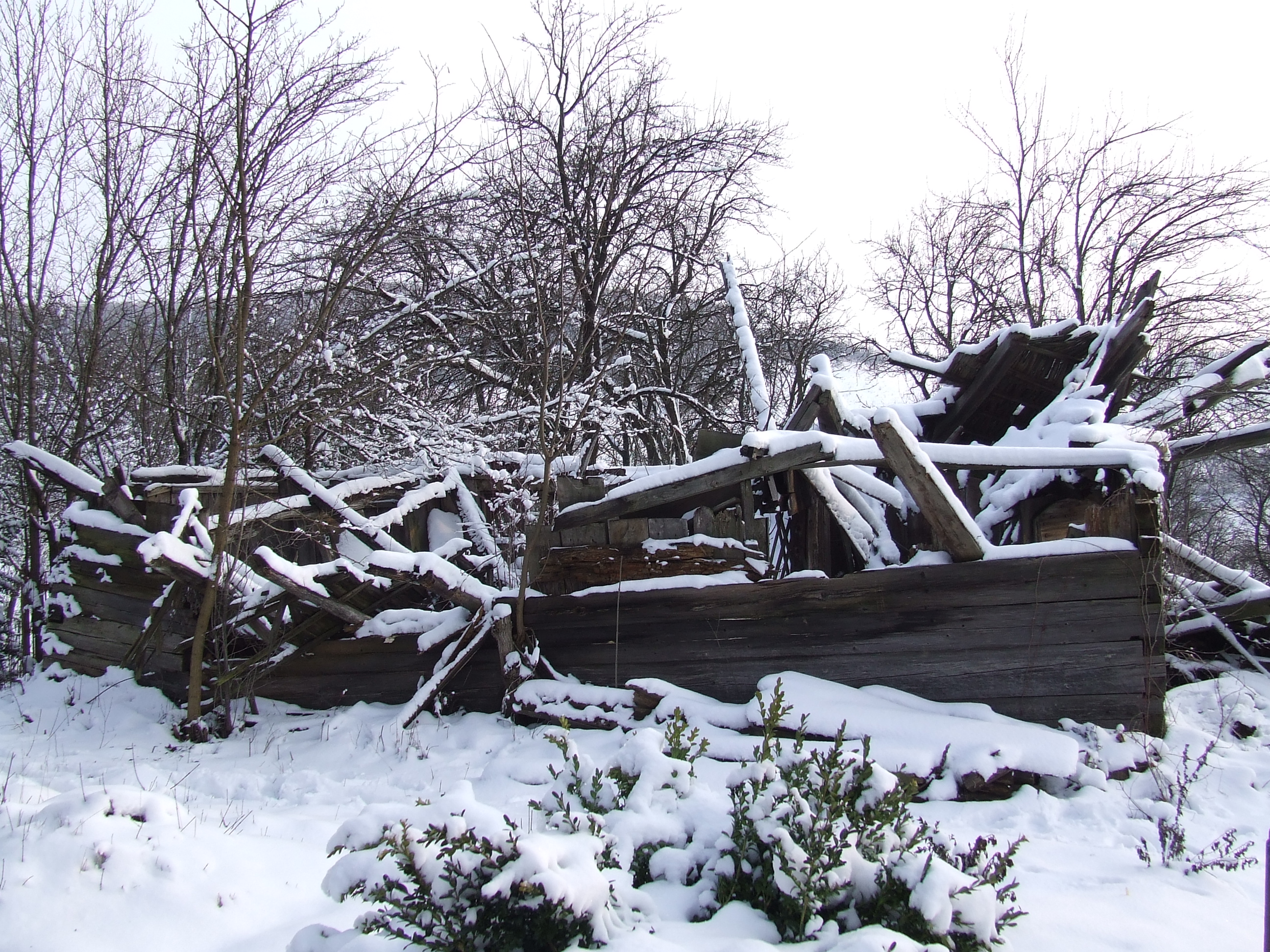
Vedere laterală a bisericii
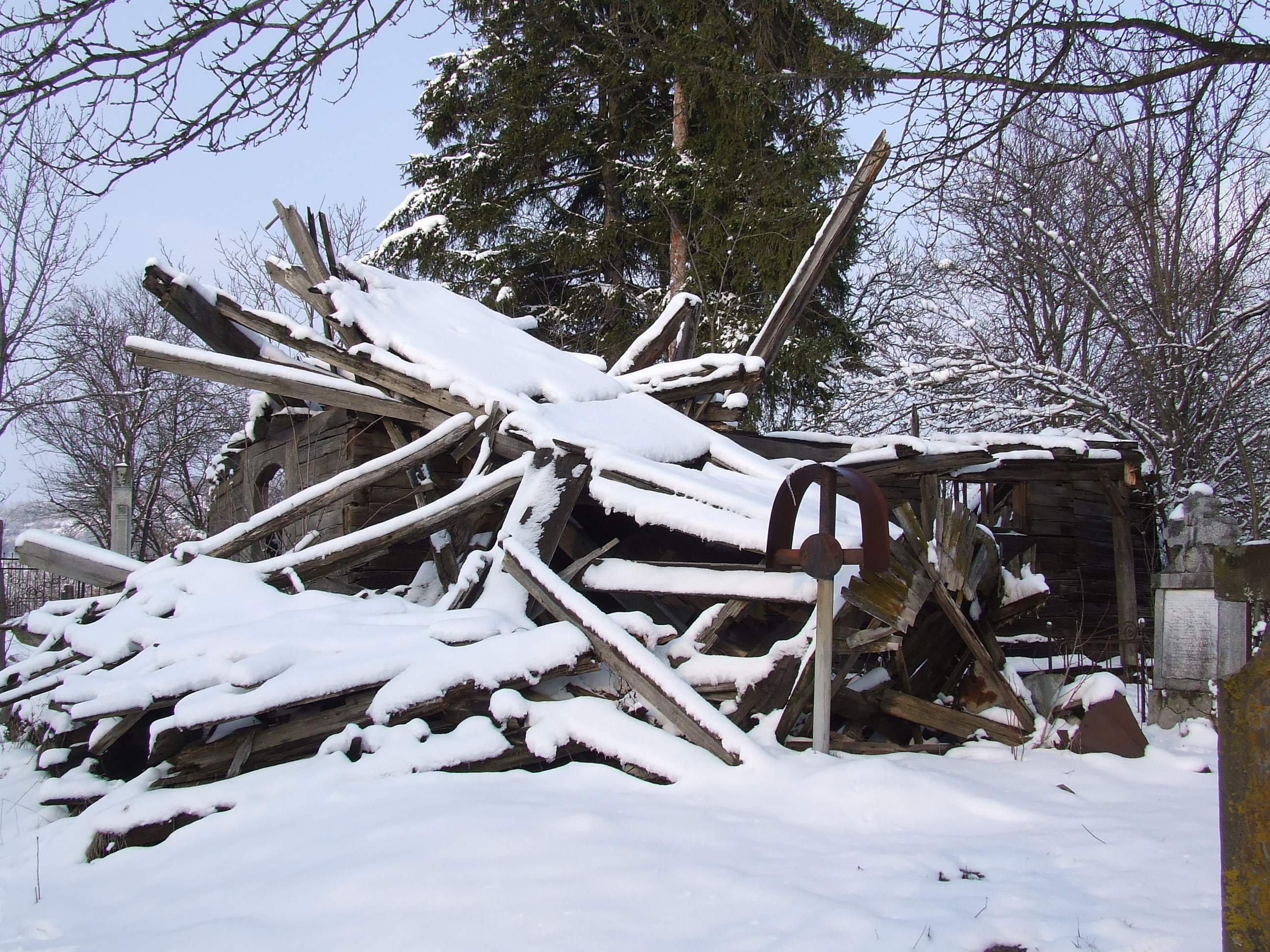
Vedere de ansamblu
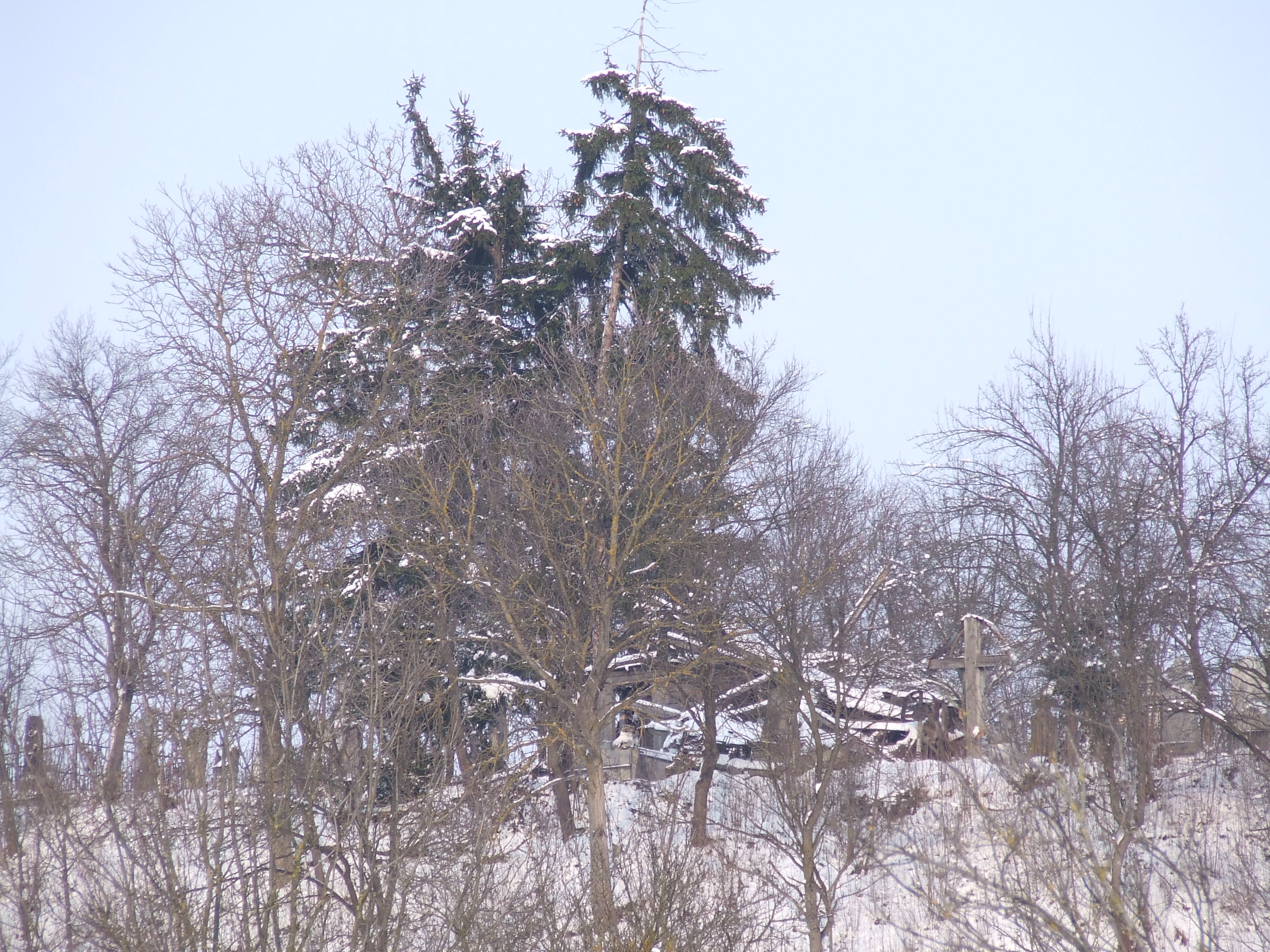
Dealul cu cimitirul și biserica